# Division 1 1957-58
La Division 1 1957-58 fue la 20.ª temporada del fútbol francés profesional. Stade de Reims se proclamó campeón con 48 puntos, obteniendo su cuarto título.

## Equipos participantes
| - Olympique Alès - Angers SCO - AS Béziers - RC Lens - Lille OSC - Olympique Lyonnais - Olympique de Marseille - FC Metz - AS Monaco FC |  | - OGC Nice - Nîmes Olympique - RC Paris - Stade de Reims - AS Saint-Étienne - UA Sedan-Torcy - FC Sochaux-Montbéliard - Toulouse FC - US Valenciennes-Anzin |

## Tabla de posiciones
| Pos. | Equipo                 | Pts. | PJ | G  | E  | P  | GF | GC | Dif. | Clasificación                                |
| ---- | ---------------------- | ---- | -- | -- | -- | -- | -- | -- | ---- | -------------------------------------------- |
| 1    | Stade de Reims (C)     | 48   | 34 | 22 | 4  | 8  | 89 | 42 | +47  | Clasificado a la Copa de Campeones de Europa |
| 2    | Nîmes Olympique        | 41   | 34 | 16 | 9  | 9  | 61 | 39 | +22  |                                              |
| 3    | AS Monaco FC           | 41   | 34 | 15 | 11 | 8  | 50 | 35 | +15  |                                              |
| 4    | Angers SCO             | 41   | 34 | 16 | 9  | 9  | 65 | 46 | +19  |                                              |
| 5    | UA Sedan-Torcy         | 38   | 34 | 16 | 6  | 12 | 74 | 70 | +4   |                                              |
| 6    | Lille OSC              | 37   | 34 | 17 | 3  | 14 | 71 | 59 | +12  |                                              |
| 7    | AS Saint-Étienne       | 37   | 34 | 10 | 17 | 7  | 55 | 52 | +3   |                                              |
| 8    | Olympique Lyonnais     | 35   | 34 | 13 | 9  | 12 | 51 | 53 | −2   | Clasificado a la Copa de Ferias              |
| 9    | RC Paris               | 33   | 34 | 13 | 7  | 14 | 61 | 62 | −1   |                                              |
| 10   | Toulouse FC            | 33   | 34 | 13 | 7  | 14 | 53 | 57 | −4   |                                              |
| 11   | RC Lens                | 33   | 34 | 13 | 7  | 14 | 55 | 62 | −7   |                                              |
| 12   | FC Sochaux-Montbéliard | 32   | 34 | 13 | 6  | 15 | 61 | 61 | 0    |                                              |
| 13   | OGC Nice               | 31   | 34 | 10 | 11 | 13 | 71 | 53 | +18  |                                              |
| 14   | Olympique Alès         | 28   | 34 | 10 | 8  | 16 | 41 | 59 | −18  |                                              |
| 15   | US Valenciennes-Anzin  | 28   | 34 | 8  | 12 | 14 | 37 | 64 | −27  |                                              |
| 16   | Olympique de Marsella  | 26   | 34 | 8  | 10 | 16 | 46 | 65 | −19  |                                              |
| 17   | FC Metz (D)            | 26   | 34 | 9  | 8  | 17 | 45 | 68 | −23  | Descenso a Division 2                        |
| 18   | AS Béziers (D)         | 24   | 34 | 9  | 6  | 19 | 38 | 77 | −39  | Descenso a Division 2                        |

 Fuente: footballdatabase.eu
Notas:
1. ↑  Campeón de la Copa de Francia
2. ↑  Hasta la edición 1960-61 la participación de los equipos en la Copa de Ferias estaba determinada por el hecho de representar a una ciudad que organizara una feria internacional de muestras, por lo tanto los méritos deportivos no fueron tomados en cuenta para la clasificación de los clubes al torneo

## Resultados
| Local \ Visitante      | ALE | ANG | BEZ  | LEN | LIL | LYO | MAR | MET | MOC | NIC | NIM | RCP | REI | STE | SED | SOC | TOU | VAL |
| ---------------------- | --- | --- | ---- | --- | --- | --- | --- | --- | --- | --- | --- | --- | --- | --- | --- | --- | --- | --- |
| Olympique Alès         | —   | 0–0 | 2–0  | 0–1 | 2–1 | 2–2 | 1–0 | 4–1 | 1–1 | 1–1 | 1–1 | 1–3 | 2–0 | 0–2 | 2–0 | 2–1 | 2–0 | 0–1 |
| Angers SCO             | 1–1 | —   | 3–1  | 5–0 | 0–0 | 2–1 | 2–2 | 3–1 | 3–2 | 2–1 | 1–2 | 0–0 | 0–1 | 2–2 | 1–1 | 5–1 | 0–1 | 3–4 |
| AS Béziers             | 3–2 | 4–4 | —    | 1–1 | 2–0 | 1–1 | 0–0 | 0–1 | 0–3 | 0–1 | 0–1 | 1–0 | 2–0 | 2–2 | 0–2 | 2–1 | 2–0 | 3–1 |
| RC Lens                | 5–0 | 2–1 | 3–1  | —   | 1–0 | 4–4 | 3–1 | 2–2 | 0–1 | 1–0 | 1–1 | 1–1 | 0–1 | 1–3 | 2–3 | 1–1 | 3–1 | 2–0 |
| Lille OSC              | 1–0 | 2–3 | 10–1 | 4–1 | —   | 3–0 | 3–1 | 2–1 | 1–1 | 1–0 | 3–1 | 1–3 | 2–1 | 1–2 | 3–0 | 3–2 | 1–3 | 2–3 |
| Olympique Lyonnais     | 2–0 | 2–3 | 2–1  | 3–1 | 2–0 | —   | 1–1 | 2–0 | 2–0 | 1–1 | 1–0 | 2–0 | 1–2 | 0–2 | 0–3 | 1–1 | 3–1 | 1–1 |
| Olympique de Marsella  | 1–0 | 1–2 | 0–1  | 3–2 | 3–4 | 2–3 | —   | 2–2 | 2–1 | 2–1 | 1–3 | 1–1 | 3–3 | 1–0 | 1–1 | 0–3 | 3–0 | 1–1 |
| FC Metz                | 0–1 | 0–3 | 4–0  | 1–4 | 2–3 | 2–1 | 1–2 | —   | 0–0 | 1–1 | 0–1 | 1–1 | 3–1 | 0–2 | 3–2 | 1–0 | 2–1 | 1–0 |
| AS Monaco FC           | 3–1 | 0–2 | 2–0  | 2–1 | 1–0 | 1–2 | 3–2 | 2–1 | —   | 1–1 | 1–1 | 3–2 | 3–0 | 0–0 | 1–1 | 5–2 | 0–2 | 4–0 |
| OGC Nice               | 0–0 | 6–1 | 6–1  | 0–2 | 5–5 | 2–2 | 3–0 | 6–2 | 0–1 | —   | 2–0 | 2–0 | 1–2 | 6–1 | 8–0 | 4–3 | 2–2 | 1–1 |
| Nîmes Olympique        | 3–0 | 5–1 | 2–0  | 2–3 | 2–0 | 2–0 | 5–0 | 1–1 | 0–0 | 3–2 | —   | 0–1 | 3–0 | 2–2 | 2–2 | 2–0 | 3–2 | 5–0 |
| RC Paris               | 3–2 | 1–2 | 1–0  | 5–0 | 1–3 | 2–4 | 4–3 | 1–2 | 2–3 | 3–1 | 3–1 | —   | 1–5 | 1–1 | 4–2 | 6–4 | 1–2 | 2–2 |
| Stade de Reims         | 4–2 | 2–3 | 5–0  | 5–0 | 3–1 | 4–0 | 4–1 | 5–1 | 1–1 | 3–2 | 2–1 | 4–1 | —   | 4–0 | 3–0 | 3–1 | 2–2 | 4–2 |
| AS Saint-Étienne       | 2–2 | 0–3 | 1–2  | 3–1 | 6–2 | 1–1 | 1–1 | 2–2 | 2–1 | 1–1 | 1–1 | 0–1 | 0–0 | —   | 3–3 | 2–2 | 1–1 | 5–1 |
| UA Sedan-Torcy         | 5–2 | 1–0 | 8–4  | 2–3 | 3–2 | 2–3 | 2–1 | 6–3 | 2–1 | 3–2 | 3–1 | 2–0 | 2–5 | 1–1 | —   | 4–1 | 3–0 | 2–1 |
| FC Sochaux-Montbéliard | 3–1 | 2–1 | 4–0  | 1–0 | 2–4 | 1–0 | 1–2 | 1–0 | 1–2 | 4–0 | 1–1 | 5–0 | 0–4 | 4–1 | 2–1 | —   | 4–2 | 1–0 |
| Toulouse FC            | 2–3 | 1–3 | 3–2  | 3–2 | 1–2 | 3–1 | 1–1 | 4–1 | 0–0 | 2–1 | 4–0 | 1–1 | 1–0 | 2–3 | 2–1 | 0–0 | —   | 3–2 |
| US Valenciennes-Anzin  | 0–0 | 2–1 | 1–1  | 1–1 | 0–1 | 2–0 | 2–1 | 2–2 | 0–0 | 1–1 | 0–3 | 0–5 | 0–6 | 0–0 | 3–1 | 1–1 | 2–0 | —   |

Promovidos de la Division 2, quienes jugarán en la Division 1 1958/59:
- FC Nancy: Campeón de la Division 2
- Stade Rennais UC: Segundo lugar
- Limoges FC: Tercer lugar
- RC Strasbourg: Cuarto lugar

## Goleadores
| #  | Jugador              | Nacionalidad            | Club                   | Goles |
| -- | -------------------- | ----------------------- | ---------------------- | ----- |
| 1  | Just Fontaine        | Francia                 | Stade de Reims         | 34    |
| 2  | Fernand De Vlaeminck | Francia                 | Lille OSC              | 23    |
| 3  | Alberto Muro         | Argentina               | OGC Nice               | 21    |
| -  | Ernie Schultz        | Francia                 | Toulouse               | 21    |
| 5  | Ingve Brodd          | Suecia                  | FC Sochaux-Montbéliard | 18    |
| 6  | Roger Piantoni       | Francia                 | Stade de Reims         | 17    |
| 7  | Jean Topka           | Francia Costa de Marfil | Olympique Alès         | 16    |
| -  | Stéphane Bruey       | Francia                 | Angers SCO             | 16    |
| 9  | Hassan Akesbi        | Marruecos               | Nîmes Olympique        | 15    |
| -  | Henri Skiba          | Francia Polonia         | Nîmes Olympique        | 15    |
| -  | René Bliard          | Francia                 | Stade de Reims         | 15    |
| 12 | Jean-Marie Courtin   | Francia                 | RC Lens                | 14    |
| -  | Bernard Rahis        | Francia                 | Nîmes Olympique        | 14    |
| -  | Jean Guillot         | Francia                 | RC Paris               | 14    |
| -  | Joël Pillard         | Francia                 | RC Paris               | 14    |